# Zulu
Zulu är ett bantufolk (nguni) i Sydafrika, Lesotho, Malawi och Zimbabwe. Enligt uppgifter hämtade 2023 uppgår de till ~11 miljoner människor. Merparten lever i provinsen KwaZulu-Natal, men mindre grupper lever även i Zimbabwe, Zambia och Moçambique. Deras språk, zulu är ett bantuspråk. Kungariket Zululand har spelat en viktig roll i Sydafrikas historia under 1800- och 1900-talet. I västerlandet är de kanske mest kända från Zulukriget då britterna avslutade deras självständighet 1879. Under apartheid kategoriserades de som tredje klassens medborgare och led under statligt sanktionerad diskriminering. 

## Historik

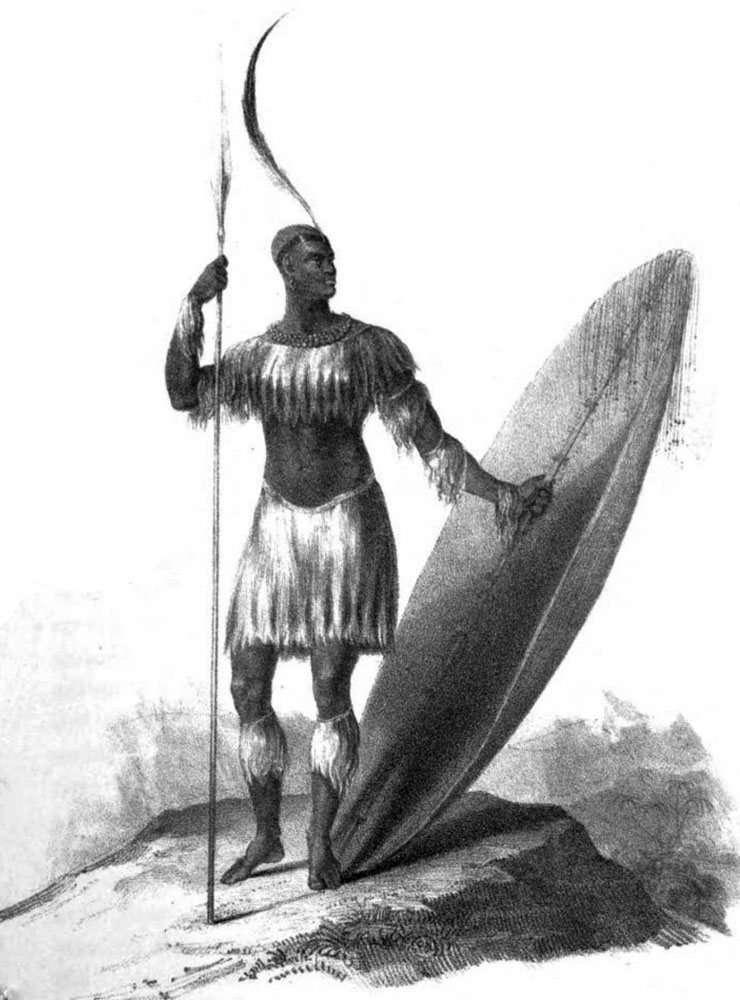
Den enda kända avbildningen av Shaka

Zulufolket var från början ett herdefolk som härstammar från ngunifolket, vilka kom långt norrifrån till Sydafrika på 1300-talet. De levde av boskapsuppfödning och omnämns på 1600-talet av européer som "ett ärligt, fredligt folk som löste konflikter genom lagar som stod över hövdingarna". Det berättas också att "om en krigare råkade kasta ett spjut så det dödade en motståndare var han omedelbart tvungen att lämna slagfältet för att renas från den dödes ande".
I början av 1800-talet ledde befolkningsökning och minskade betesområden till att zulufolket tog till vapnen. Med sin legendariske ledare Shaka lyckades de snabbt bilda en militärstat med rutinerade krigare, nya vapen (stötspjutet) och nya anfallsstrategier (flanker och reservenhet). Shaka införde ett värnpliktsystem där männen från 11 års ålder levde avskilda från resten av samhället i kaserner uppdelade efter årskullar. Tjänstgöringstiden var extremt lång och många zulumän fick inte skaffa fru och barn förrän de var över 40 år gamla. Åt framförallt väster och norr pressade zulufolket undan alla andra folkgrupper eller tvingade dem med som allierade med sådan kraft att man menar att cirka 1/5 av hela Afrikas befolkning direkt eller indirekt påverkades. En del folk flydde så långt som 300 mil norrut och jagade i sin tur undan andra folk, andra folk förintades helt.
Zulufolket brukar ibland nämnas som en armé utan land mer än en stat med en armé, eftersom de sällan rotade sig i sina nya områden för att stärka ekonomin eller befästa sina områden. År 1828 dog Shaka och makten övertogs av hans sonson Cetewayo, som var en framstående taktisk begåvning och en duglig organisatör. Zuluerna fortsatte att lägga alla sina resurser inom det militära och imperialistiska, men låg hela tiden steget efter européerna i vapenteknik, även om eldvapen kom att användas mot slutet. År 1879 led till slut zuluerna ett nederlag, slaget vid Ulundi, som de inte lyckades hämta sig ifrån och blev landet från 1882 ett engelskt protektorat.

## Nutid
Zulu brukar traditionellt stödja Inkatha politiskt, till skillnad från xhosa, som brukar stödja ANC, men den före detta ANC-ledaren Jacob Zuma tillhör zulufolket.

## Film
- Zulu (1964) i regi av Cy Endfield
- Striden i gryningen (Zulu Dawn, 1979) i regi av Douglas Hickox